# Acqua di Parma

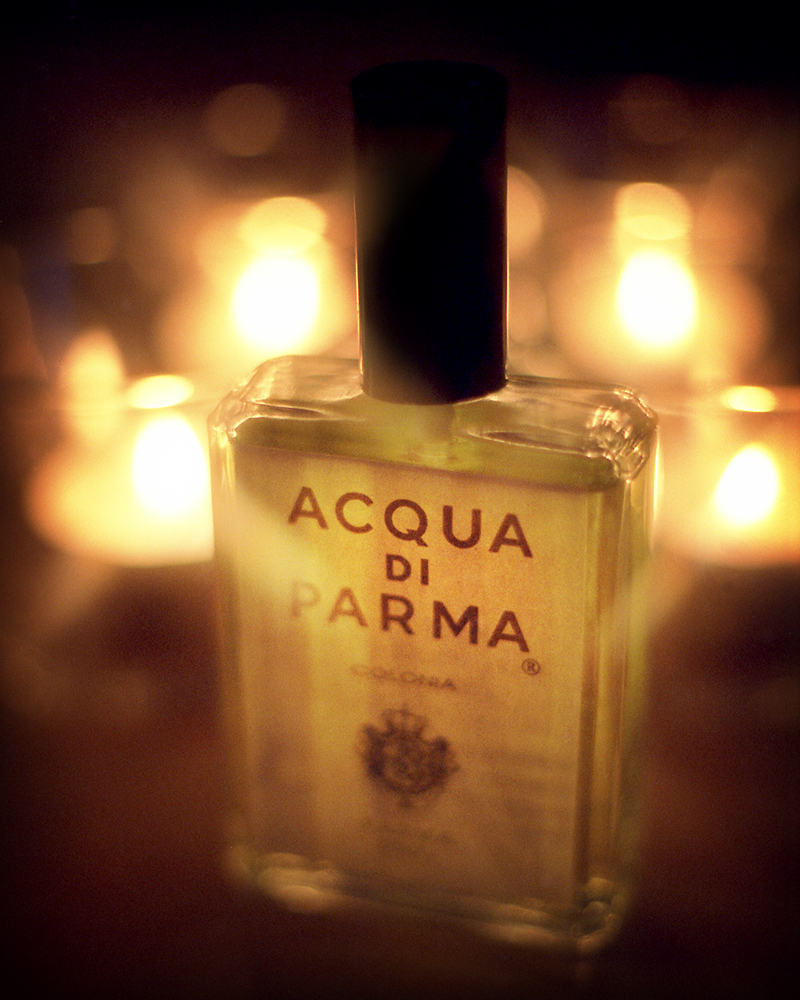
Flacon d'une eau de Cologne de marque Acqua di Parma.

Acqua di Parma est une maison de luxe d’origine italienne, spécialisée dans la conception, la fabrication et la vente d’articles de parfumerie, de bougies d’intérieur, de maroquinerie et de linge de bain. Les produits Acqua di Parma, fabriqués exclusivement en Italie, sont distribués dans 43 pays.
Fondée en 1916 dans un petit atelier de la ville de Parme, l’entreprise fut rachetée en 1993 par les entrepreneurs Luca di Montezemolo (ancien Président de Ferrari), Diego della Valle (Président-Directeur-Général de Tod's) et Paolo Borgomanero (actionnaire majoritaire du groupe de lingerie La Perla). 
L’entreprise, dont le siège est désormais à Milan, fait partie du groupe français LVMH depuis 2001.

## Histoire
La fragrance originale, Colonia, fut créée en 1916 dans un petit atelier de parfumerie situé au cœur du centre historique de Parme.
A l’époque, la senteur légère et rafraîchissante de Colonia, contrastant avec la plupart des parfums qui présentaient de fortes compositions, rencontra un succès considérable à travers l’Europe, inaugurant un « âge d’or » de la marque, notamment auprès de nombreuses personnalités des années 1930 aux années 1950.
Au fil des années, Acqua di Parma étend sa gamme, proposant des articles de parfumerie féminine, des parfums d’intérieur inspirés de senteurs méditerranéennes, des accessoires de maroquinerie de luxe faits à la main, ainsi qu’une collection d’intérieur incluant du linge de bain et des bougies.
En 1998, Acqua di Parma ouvre sa première boutique sur la Via del Gesù, au cœur du Quadrilatero della moda à Milan, suivie de l’ouverture d’une boutique Rue des Francs Bourgeois à Paris dans le quartier du Marais en 2012, ainsi que sur la Piazza di Spagna à Rome en 2014.
Mai 2008 marque l’entrée d’Acqua di Parma sur le marché des soins de luxe avec l’inauguration du spa ‘Blu Mediterraneo’ à Porto Cervo en Sardaigne, suivi de l’ouverture d’un second spa au Palais Gritti de Venise. 
En 2013, la maison édite La Nobiltà del Fare, un ouvrage dressant le portrait d’artisans et de créateurs italiens représentant l’art et la culture du pays, illustré par le photographe Giovanni Gastel. 

## Produits
Eaux de Cologne
- Colonia (1916)
- Colonia Essenza (2010)
- Colonia Assoluta (2003)
- Colonia Intensa (2007)
- Colonia Oud (2012)
- Colonia Leather (2014)
- Colonia Futura (2020)

Fragrances féminines
- Iris Nobile (2004)
- Iris Nobile Sublime (2012)
- Magnolia Nobile (2009)
- Gelsomino Nobile (2011)
- Rosa Nobile (2014)
- Acque Nobili (2013)
- Profumo (2008)

Blu Mediterraneo
- Arancia di Capri (2000)
- Bergamotto di Calabria (2010)
- Mirto di Panarea (2008)
- Fico di Amalfi (2006)
- Mandorlo di Sicilia (1999)
- Ginepro di Sardegna (2014)

Collezione Barbiere
- Blu Mediterraneo Italian Resort

Fragrances d’intérieur: parfums d’intérieur et bougies
- Collection d’intérieur : linge de bain et serviettes

Maroquinerie
- Gli Esclusivi: accessoires d’intérieur et de voyage de luxe

## Imagery
Colonia, dont la composition originale demeure inchangée depuis près d’un siècle.
L’emballage du produit conserve toutes ses caractéristiques originelles, notamment ses bouteilles cylindriques et boitiers de couleur jaune. 